# Casas de Juan Núñez
Casas de Juan Núñez ist ein Ort und eine Gemeinde (municipio) mit 1.361 Einwohnern (Stand: 2024) im Osten der Provinz Albacete in der Autonomen Region Kastilien-La Mancha im Südosten Spaniens. Sie ist Teil der Comarca La Manchuela.

## Lage und Klima
Casas de Juan Núñez liegt etwa 33 Kilometer (Fahrtstrecke) ostnordöstlich der Provinzhauptstadt Albacete in einer Höhe von ca. 705 m. Das Klima im Winter ist gemäßigt, im Sommer dagegen warm bis heiß; die eher geringen Niederschlagsmengen (ca. 403 mm/Jahr) fallen – mit Ausnahme der nahezu regenlosen Sommermonate – verteilt übers ganze Jahr.

## Bevölkerungsentwicklung
| Jahr      | 1970 | 1981 | 1991 | 2001 | 2011 | 2021 |
| Einwohner | 1569 | 1442 | 1251 | 1234 | 1433 | 1356 |

## Sehenswürdigkeiten
- Peterskirche (Iglesia de San Pedro Apóstol)
- Isidorkapelle

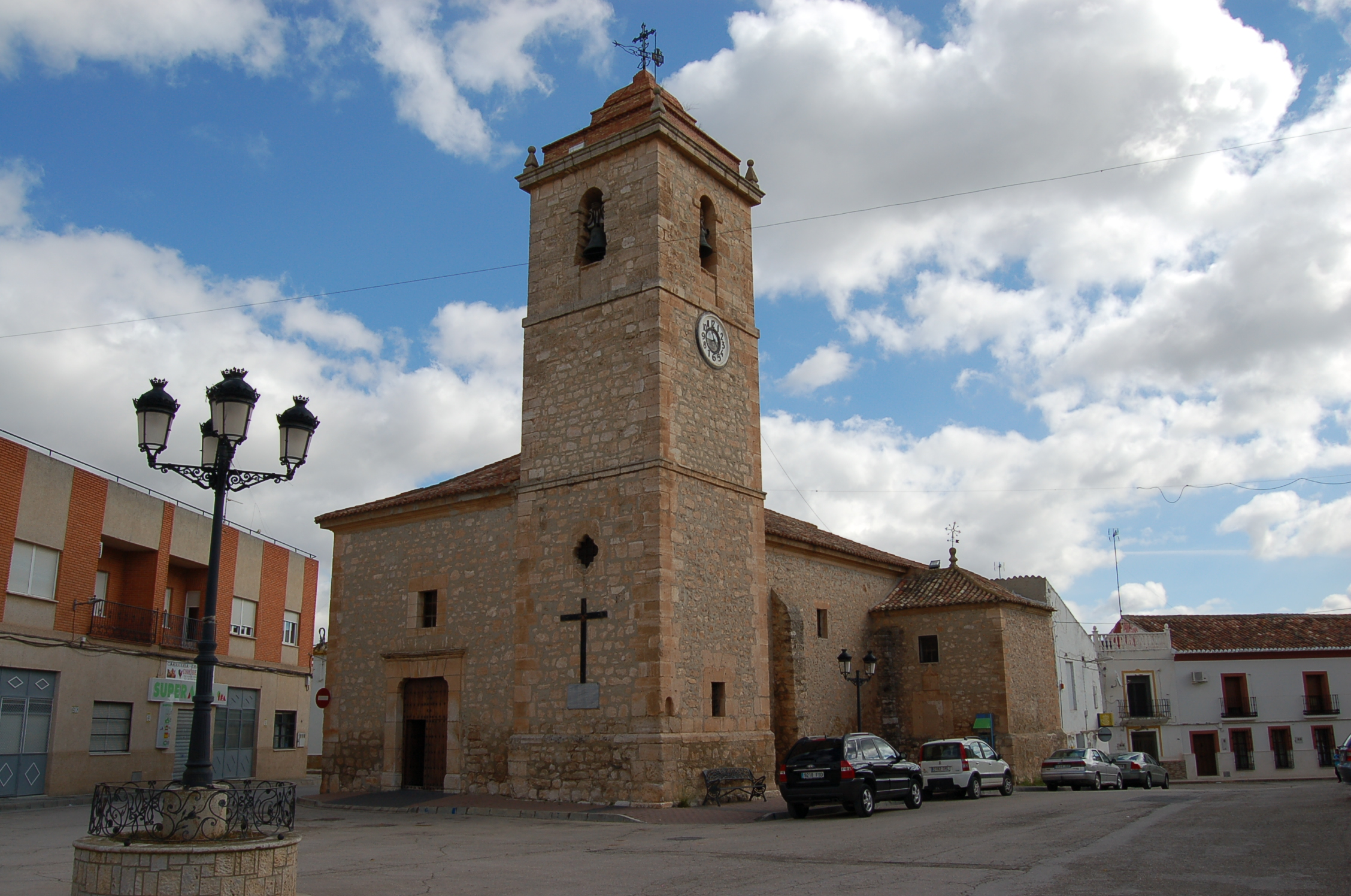
Peterskirche
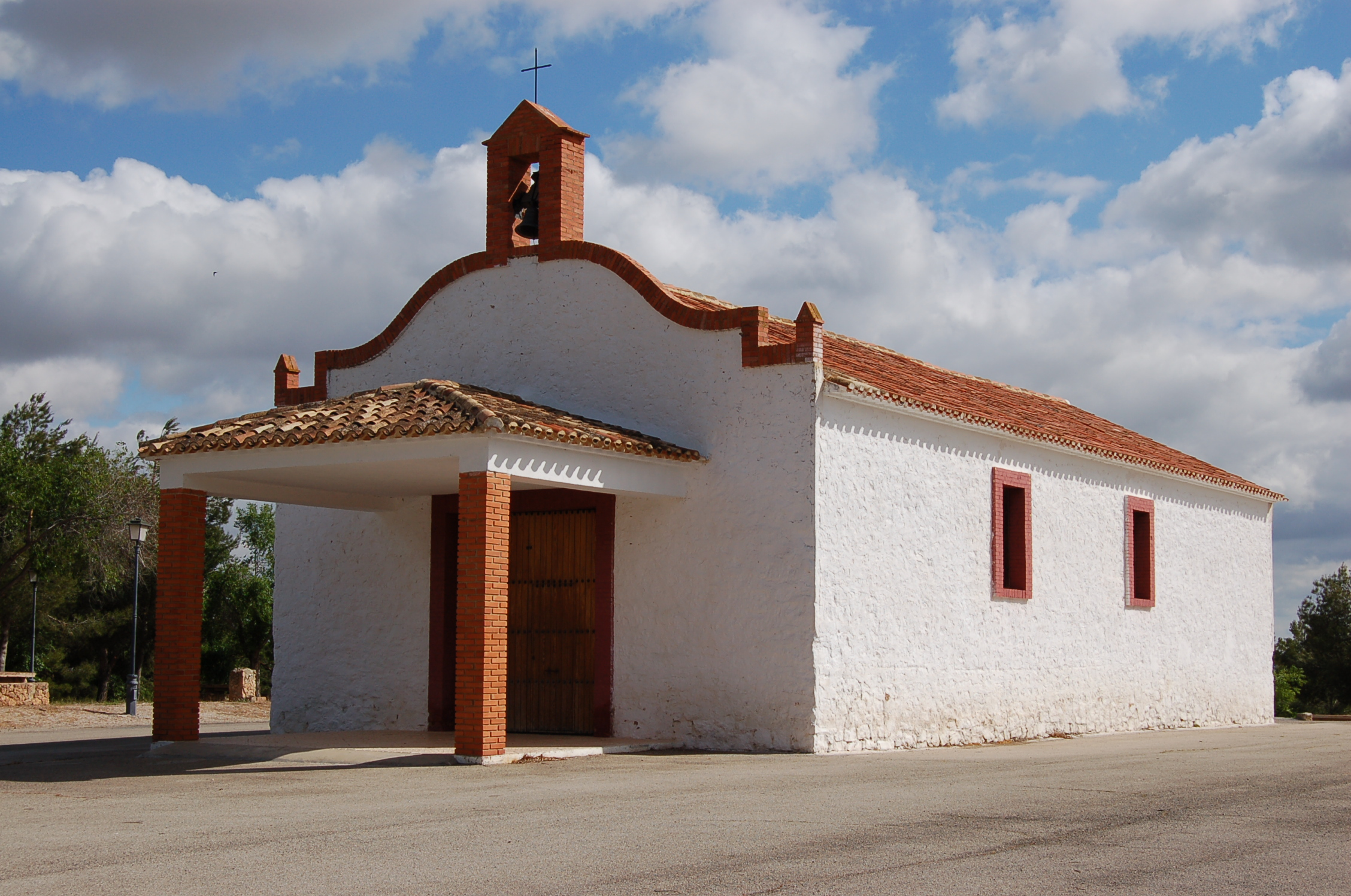
Isidorkapelle
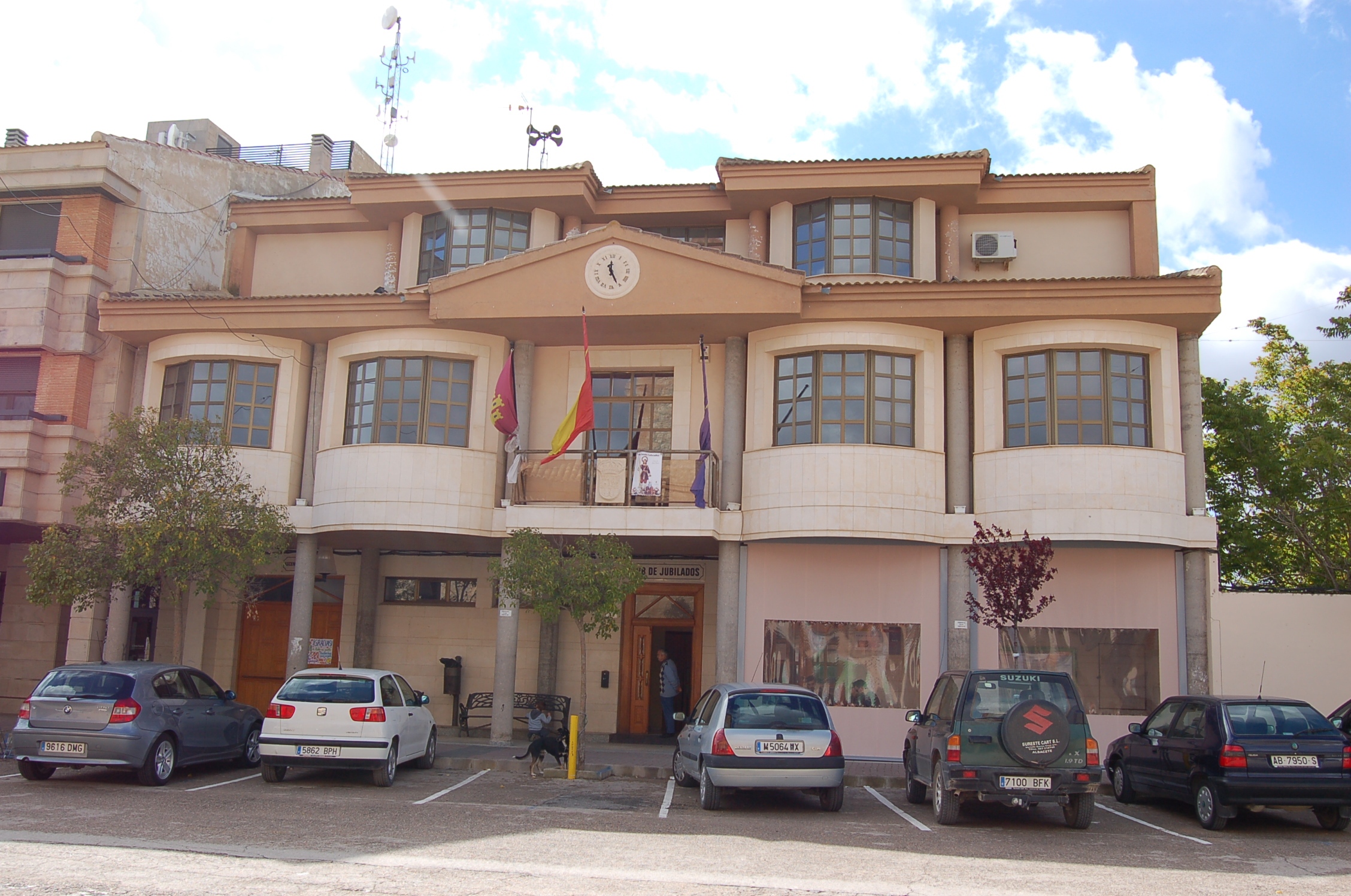
Rathaus